# Горожанський Олександр Семенович
Горожанський Олександр Семенович (1800, Псковська губернія, Російська імперія - 29.07.1846, Соловки, Російська імперія) - військовий і суспільний діяч Російської імперії, декабрист. За царським наказом засланий на Соловки, де перебував у важких умовах 19 років, через що врешті-решт зійшов з глузду.

## Життєпис
Народився в родині багатого псковського поміщика Семена Семенович Горожанського і його жінки Марії Єгорівни. 
Крім нього у родині був ще його брат Петро, одружений з двоюрідною сестрою декабриста М.П.Кожевнікова, Гаврило, який помер молодим і сестра Ганна.
З 1815 року вчився у Дерптському університеті на філософському факультеті. Цікавився дисциплінами пов'язаними з військовою наукою. Близько 1819 року його батько пристроїв його у один з найближчих до царя полків столичної гвардії - Кавалергардський.
12 листопада 1819 року став юнкером.
11 лютого 1821 року отримав чин корнета.
З 1824 року член петербурзького підрозділу Південного товариства, брав участь у діяльності Північного товариства.
12 грудня 1824 року став поручиком і прийняв під своє командування взвод.
Мав чудову освіту, "по-російськи, по-німецьки, по-французьки, історії, географії, математиці, алгебрі, геометрії, тригонометрії знає".
У день повстання декабристів у грудні 1825 року знаходився у будівлі Сенату разом з Олексієм Олександровичем Павловим, зятем генерала Єрмолова, звідки вони разом спостерігали за ходом подій.
Після Грудневого (Декабрського) повстання проти самодержавства був засланий у Соловецький монастир. Лише в одиночних камерах він провів понад 15 років - з 21 травня 1831 року по 29 липня 1846 року і так і не розкаявся у подіях, в яких брав участь.

## Книги
- Власюк, З.   А. С. Горожанский. Декабристы – псковичи // Ленинская искра. - 1966. - 21 янв.
- Дейч, М.   Псковские декабристы // На берегах Великой : псков. лит. альм. - Псков, 1954. - С. 136-155.
- Декабристы : биогр. справ. / изд. подгот. С. В. Мироненко ; под ред. М. В. Нечкиной. - М. : Наука, 1988. – 446 с.
- Иванов, Е. П. Горожанский Александр Семенович / Е. П. Иванов // Псковский биографический словарь / Псков. гос. пед. ун-т им. С. М. Кирова ; ред. совет: В. Н. Лещиков (пред.)  и др. – Псков, 2002. – С. 130. – Библиогр.: с. 130.
- Иванов, Е. П.   Штрихи к портретам и судьбам декабристов-псковичей // Земля Псковская, древняя и современная: тез. докл. к науч.-практ. конф. - Псков, 1991. - С. 79-81.
- Декабристы: П. П. Коновницын, А. С. Горожанский, Ф. П. Шаховской.
- Изюмов, Е. А.   Судьба кавалергарда // Изюмов Е. А. "Их имена забыться не должны...". - Л., 1989. - С. 65-72.
- Корытово (Псков) // Михайловская Пушкиниана. - Псков, 2005. - Вып. 38: Ожерелье Псковской земли. Дворянские усадьбы / авт.-сост. Н.Г. Розов. - С. - Библиогр. в конце кн. История имения, хозяева (Горожанские и др.). Современное состояние.
- Попов, А. А.   Декабристы-псковичи. - Л. : Лениздат, 1980. – 223 с.
- Рафельсон, Г.   Узник Соловецкого замка // Псковская правда. - 1971. - 3 марта.
- Усадьба А. Н. Горожанской // Псковская городская усадьба: сб. студ. работ / ред., сост. М. Т. Маркова. - [Псков]. - Вып. IV. - С. 7.
- Фруменков, Г. Г.   Узники Соловецкого монастыря. - Архангельск : Северо-Западное книжное издательство, 1968. – 200 с.